# Sean Aigboboh
Sean Aigboboh (* 22. Oktober 2005) ist ein irischer Leichtathlet, der sich auf den Sprint spezialisiert hat.

## Sportliche Laufbahn
Erste Erfahrungen bei internationalen Meisterschaften sammelte Sean Aigboboh im Jahr 2023, als er bei den U20-Europameisterschaften in Jerusalem mit der irischen 4-mal-100-Meter-Staffel im Finale disqualifiziert wurde. Im Jahr darauf schied er bei den U20-Weltmeisterschaften in Lima mit 10,55 s im Halbfinale im 100-Meter-Lauf aus. 2025 wurde er mit der Staffel bei der 2. Liga der Team-Europameisterschaft in Maribor in 38,88 s Zweiter hinter dem norwegischen Team und anschließend erreichte er bei den U23-Europameisterschaften in Bergen das Halbfinale über 100 Meter, ging dort aber nicht mehr an den Start.
2023 wurde Aigboboh irischer Meister in der 4-mal-100-Meter-Staffel.

## Persönliche Bestzeiten
- 100 Meter: 10,39 s (+1,0 m/s), 30. Juni 2024 in Dublin
  - 60 Meter (Halle): 6,77 s, 18. Februar 2024 in Dublin